# 有平糖

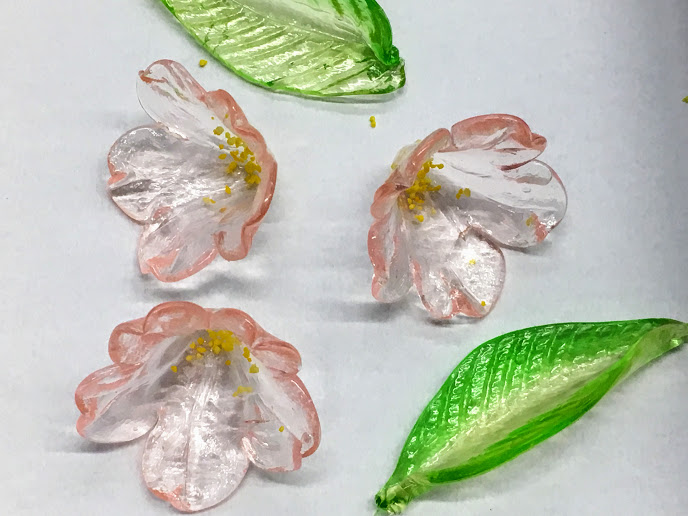
桜を模した有平糖

有平糖（アルヘイとう、ありへいとう）とは、砂糖を煮て作られた飴の一種であり、南蛮菓子の一つである。金平糖と共に、日本に初めて輸入されたハードキャンディとされている。阿留平糖、金花糖、氷糸糖、窩糸糖とも呼ばれる。
語源にはポルトガル語のアルフェロア（alféloa；糖蜜から作られる茶色の棒状の菓子）とする説とアルフェニン（alfenim；白い砂糖菓子）とする説とがある。

## 概説
製法は、原料の砂糖に少量の水飴を加えて煮詰め、火からおろした後に着色や整形を行って完成させる。初期の頃は、クルミのように筋がつけられた丸い形をしていたが、徐々に細工が細かくなり、文化・文政期には有平細工（アルヘイ細工）として最盛期を迎えた 。
棒状や板状にのばしたり、空気を入れてふくらませたり、型に流し込んだり、といった洋菓子の飴細工にも共通した技法が用いられる。
江戸時代、上野にあった菓商、金沢丹後の店の有平細工は、飴細工による花の見事さに蝶が本物の花と間違えるほどとされた。
有平糖は茶道の菓子として用いられることが多く、季節ごとに彩色をほどこし、細工をこらしたものが見られる。縁日などで行われている即興的な飴細工とは異なるものである。
一方、技巧が進化し高価なものとなってしまった有平糖を、見た目よりも味を重視して廉価にしたものとして榮太樓本店の「梅ぼ志飴」や、村岡総本舗の「あるへいと」やありへいとう製造本舗の「湘南ありへいとう」などがある。